# Acid jazz
Acid jazz (ook wel groove jazz genoemd) is een muziekgenre  uit de late jaren 1980 en de jaren 1990 dat elementen combineert van soul, funk, disco, house, R&B en hiphop. Het heeft vaak slechts vaag nog iets weg van de originele jazzmuziek. Acid jazz zou gezien kunnen worden als de herontdekking eind jaren tachtig en jaren negentig van de jazz-funk, die in de jaren zeventig was ontstaan door artiesten als Herbie Hancock, Grant Green en Roy Ayers.
Een van de beweegredenen achter deze stroming is het idee de jazz terug te brengen naar waar hij ontstond, in de danszalen. Dit is de reden waarom er soul en groove aan toegevoegd worden. Maar ook gewone elektronische jazz wordt acid jazz genoemd. De naam acid jazz is afgeleid van de Europese verzamelnaam voor elektronische muziekstromingen in de jaren tachtig, acid. Het platenlabel Acid Jazz zorgde ervoor dat de naam een vaste waarde kreeg.
De soul en groovy acid jazz ontstond in Londen. Pioniers waren groepen als Incognito, Brand New Heavies, James Taylor Quartet, Young Disciples en Corduroy, later gevolgd door artiesten als Jamiroquai, Nicola Conte en Galliano.
Een typische acid-jazzband in de soul- en groovestijl bestaat uit een ritmesectie met basgitaar, elektrische gitaar en drums, een blazerssectie (trompetten, saxofoons, trombones, enzovoorts) samengehouden met een soort van keyboardinstrument (dat ofwel ritmeondersteuning geeft ofwel ambient-geluidseffecten toevoegt) en zang. Tevens zijn er tegenwoordig veel diskjockeys die invloeden van acid jazz gebruiken in housemuziek.

## Artiesten
Acid-jazzartiesten met een artikel op Wikipedia zijn:
- Bonobo
- Buscemi
- D*Note
- DJ Krush
- Galliano
- Incognito
- James Taylor Quartet
- Jamiroquai
- Ronny Jordan
- Thievery Corporation
- United Future Organization